# Walter Gabriel (Theologe)
Walter Gabriel (* 5. Oktober 1887 in Oberschmon; † 27. August 1983 in Halle) war ein deutscher evangelischer Theologe, Mitglied der Bekennenden Kirche (BK) und Häftling im KZ Dachau.

## Leben
Gabriel besuchte die Volksschule und erlangte auf dem Gymnasium im Kloster Unser Lieben Frauen in Magdeburg 1905 die Hochschulreife. Er studierte Evangelische Theologie und legte seine Theologischen Examen mit Erfolg ab. Danach war er seit 1912 Pfarrverweser in Koßdorf und Langenrieth. Anschließend wurde er in Zeitz als Hilfsprediger angestellt. In Zeitz wohnte er in der Johannastraße 1. 1915 wurde er in Draschwitz zum Pfarrer der dortigen Gemeinde gewählt. Im letzten Jahr des Ersten Weltkrieges 1918 war er in Magdeburg als Lazarettgeistlicher tätig und übte zusätzlich auf freiwilliger Grundlage den Dienst eines Feldpredigers aus.
1921 bewarb sich Gabriel in Cuxhaven zu einem Dienst als Seemannspfarrer. Nach zwei Jahren wurde er in Halle (Saale) zum Pfarrer an der Laurentiuskirche gewählt – eine Stellung, die er von 1923 an nahezu vierzig Jahre ausübte.
Nach der Machtübertragung an die NSDAP 1933 trat Gabriel dem Pfarrernotbund bei und schloss sich der „Jungreformatorischen Bewegung“ an. 1934 wurde er Mitglied der Bekennenden Kirche der Kirchenprovinz Sachsen und übernahm den Vorsitz des Bezirksbruderrats Halle. Er wirkte auch als Beauftragter für Volksmission. Gabriel war Teilnehmer der Bekenntnissynoden von Barmen, Berlin-Dahlem, Augsburg und Bad Oeynhausen. Diese Aktivitäten trugen ihm die Feindschaft der NS-Behörden ein. 1937 und 1938 wurde er zeitweise in „Schutzhaft“ genommen. 1940 wurde er in das KZ Dachau deportiert und dem Pfarrerblock zugewiesen. 1943 meldete er sich zum Sanitätsdienst der Wehrmacht in Halle.
Als das NS-Regime beseitigt war und er aus dem Kriegsdienst entlassen wurde, ging er wieder nach Halle in seine alte Pfarrstelle, wo er bis 1962 wirkte.
Seine Enkelin Katrin Eigenfeld (* 13. November 1946 in Halle) ist eine ehemalige deutsche Politikerin. Sie war eine Vertreterin der Oppositionsbewegung in der DDR. 1983 war sie drei Monate wegen „staatsfeindlicher Hetze“ beim Ministerium für Staatssicherheit (MfS) in Untersuchungshaft und nahm im September 1989 an der illegalen Gründung des „Neuen Forum“ teil.
Sein Enkel Gerhard Gabriel (* 29. Juni 1950 in Farsleben) ist ebenfalls evangelischer Pfarrer i. R. und ehemaliger Vertreter der Oppositionsbewegung in der DDR. Gerhard Gabriel ist Träger des Bundesverdienstkreuzes am Bande.
Nach seinem Tod wurde Walter Gabriel in einem Ehrengrab auf dem Laurentiusfriedhof (Grablage G.02. 03-05) bestattet.

## Nachlass
- Aus seinem Nachlass wird im Bestand der Universitätsbibliothek Halle aufbewahrt: Signatur Yi 25 I G 1 Gabriel, Walter (1887–1983); evang. Theologe, Pfarrer in Halle/Saale: 1 Karte an J.S.; Halle/Saale 25. Oktober 1938[3]

Die Enkelin Katrin Eigenfeld bekam ebenfalls das Bundesverdienstkreuz am Bande 2020.

## Veröffentlichungen
- Kirche und Gemeinschaft, Berlin 1914 (Vaterländ. Verl.- & Kunstanstalt)
- Deutsche Evangelisation, Leipzig 1920 (Dörffling & Franke)
- Gandhi, Christus und wir Christen, Halle 1931 (Waisenhaus)
- D. Martin Luther, von den Jüden : Luthers christlicher Antisemitismus nach seinen Schriften, Göttingen 1936 (Vandenhoeck & Ruprecht)
- Volksmission und Kerngemeinde im Dienst der Erneuerung unserer evangelischen Kirche, Berlin-Dahlem, 1947 (Christl. Zeitschriftenverlag)